# Jan Zilkens
Jan Zilkens (* 16. Juni 1941 in Köln; † 16. Januar 2025 ebenda) war ein deutscher Arzt, Orthopäde und Hochschullehrer.

## Leben und Werk
Jan Zilkens nahm nach dem Abitur 1962 ein Medizinstudium an der Universität zu Köln auf. Nach dem Physikum wechselte er von 1965 bis 1966 an die Universität Innsbruck. Sein Staatsexamen legte er 1968 wieder in Köln ab. Danach war er bis 1972 an den Chirurgischen Universitätskliniken in Bochum und bis 1975 wiederum Köln tätig. Er wechselte 1978 als Oberarzt an die Aachener Orthopädische Universitätsklinik, wo er sich 1979 über Spurenelementanalysen von Geweben nach Implantation metallischer Kraftträger mit Hilfe der Neutronenaktivierungsanalyse habilitierte. Er wurde dort 1982 zum C3-Professor ernannt. Von 1984 bis zu seinem Ruhestand 2006 war er zudem Ärztlicher Direktor der LVR-Klinik für Orthopädie.
Zilkens starb 2025 im Alter von 83 Jahren. Die Grabstätte befindet sich auf dem Kölner Südfriedhof.